# Elefantina

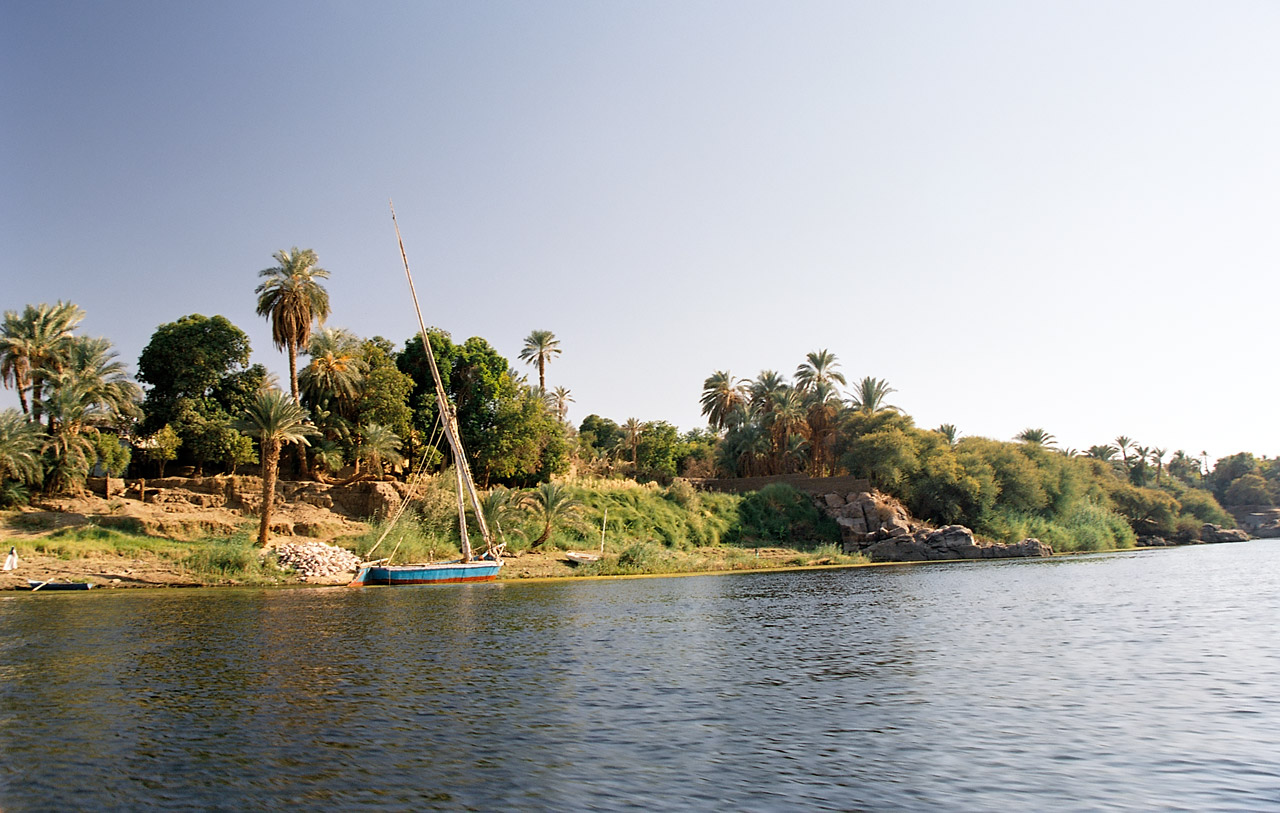
Malul vestic al insulei Elefantina

Elefantina (Abu sau Yebu în limba egipteană antică) este o insulă de pe Nil, care în epoca antică servea drept garnizoană de graniță sudică a Egiptului cu vecinii săi nubieni. Situată chiar în avalul primei cataracte a fluviului, este actualmente o parte a orașului modern Assuan. Văzută de sus are forma unui colț de fildeș, de aici și numele, de la grecescul elephas (ελέφας). Măsoară ca. 1,2 km lungime și o lățime maximă de 400 m.

## Epoca antică
Orașul-garnizoană, care a servit drept capitală a nomei I a Egiptului de Sus, era sediul cultului unei triade de zeități (Khnum, Satis și Anuket), toate legate de fluviu. Khnum era considerat zeul responsabil de curgerea apelor Nilului și era căsătorit cu Satis, o zeitate bivalentă (avea atât o latură războinică cât și una de patroană a fertilității). De cea de-a doua natură a acesteia se lega Anuket, fiica lor, care personifica benefica revărsare anuală a fluviului.
În afara rolului strategic, insula avea și o carieră de granit care furniza materie primă ușor transportabilă pe apă pentru monumentele egiptene.
Din colecția de Papirusuri Elefantine , scrise majoritar în limba aramaică, aflăm de existența unei comunități militare evreiești staționate pe insulă în epoca ocupației persane a Egiptului.

## Monumente

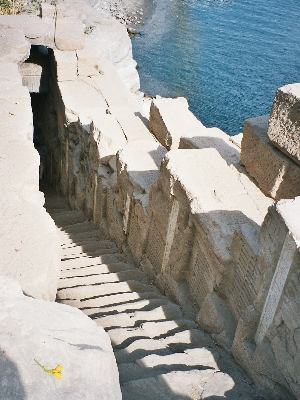
Nilometrul din Elefantina

- Templul lui Khnum, menționat încă din Dinastia a III-a, se găsește în sudul insulei complet reconstruit de Nectanebo al II-lea (Dinastia a XXX-a), ulterior completat sub Ptolemei și sub administrația romană.
- Piramida de granit, construcție datând din epoca celei de a III-a Dinastii.
- Templul-altar al lui Hekayib, nomarh din epoca celei de-a VI-a Dinastii, conducătorul nomei Elefantina și Syene , al cărui cult a supraviețuit până în Regatul Mijlociu.
- Nilometrul, faimoasă construcție descrisă de Strabon, este o scară situată în sudul insulei , gradată în 90 de diviziuni ( trepte ) marcate cu numerale indo-arabe, romane, dar și cu hieroglife. A fost redescoperit în 1822 și repus în uz pentru o perioadă. Probabil identificabil cu „Puțul lui Eratosthenes” , era datorită poziției geografice primul care semnala începutul revărsării Nilului. Se pare că este locul unde Eratosthenes a reușit să măsoare pentru prima dată circumferința Pământului - cca 240 Î.Hr. De o surprinzătoare acuratețe, această măsurătoare a fost folosită sute de ani.
- Calendarul Elefantin, din epoca lui Tutmes al III-lea, este un foarte rar exemplu de calendar egiptean antic, găsit fragmentat.
- Templele lui Tutmes al III-lea și al lui Amenhotep al III-lea, ambele relativ intacte până în 1822, când au fost demolate din ordinul administrației otomane.

## Situația actuală
În prezent, insula este un obiectiv turistic popular fiindcă se află în aria orașului Assuan, cel mai important centru turistic al Egiptului de Sus. În afara monumentelor menționate mai sus, insula are un sit arheologic în care efectuează săpături membri ai Institutului German de Arheologie, un muzeu arheologic situat în sud (Muzeul Assuan), trei sate cu populație majoritar nubiană (sudaneză) în centru și un hotel de lux, „Mövenpick Hotel”, situat la extremitatea nordică.